# Jevgeni Belov
Jevgeni Nikolajevitsj Belov (Russisch: Евгений Николаевич Белов) (Oktjabrski, 7 augustus 1990) is een Russische langlaufer. Hij nam deel aan de Olympische Winterspelen 2014 in Sotsji.

## Carrière
Bij zijn wereldbekerdebuut, in november 2010 in Gällivare, scoorde Belov direct een wereldbekerpunt. In november 2010 behaalde de Rus zijn eerste toptienklassering in een wereldbekerwedstrijd. Op de wereldkampioenschappen langlaufen 2011 in Oslo eindigde hij als 37e op zowel de sprint als de 15 kilometer klassieke stijl. In Val di Fiemme nam Belov deel aan de wereldkampioenschappen langlaufen 2013. Op dit toernooi eindigde hij als elfde op de 30 kilometer skiatlon, samen met Maksim Vylegsjanin, Aleksandr Legkov en Sergej Oestjoegov veroverde hij de bronzen medaille op de estafette. In januari 2014 stond de Rus in Szklarska Poręba voor de eerste maal in zijn carrière op het podium van een wereldbekerwedstrijd. Tijdens de Olympische Winterspelen van 2014 in Sotsji eindigde hij als achttiende op de 30 kilometer skiatlon en als 25e op de 15 kilometer klassieke stijl.
Op de wereldkampioenschappen langlaufen 2015 in Falun eindigde Belov als achtste op de 30 kilometer skiatlon en als tiende op de 15 kilometer vrije stijl, op de estafette eindigde hij samen met Maksim Vylegsjanin, Aleksandr Bessmertnych en Aleksandr Legkov op de vierde plaats. In december 2016 werd de Rus voorlopig geschorst vanwege vermeend dopinggebruik rond de Olympische Winterspelen van 2014. In november 2017 werd zijn schorsing definitief gemaakt. In februari 2018 werd zijn schorsing opgeheven door het Hof van Arbitrage voor Sport (CAS).
Op 16 december 2018 boekte Belov in Davos zijn eerste wereldbekerzege. In Seefeld nam de Rus deel aan de wereldkampioenschappen langlaufen 2019. Op dit toernooi eindigde hij als zeventiende op de 30 kilometer skiatlon en als 25e op de 50 kilometer vrije stijl. Op de wereldkampioenschappen langlaufen 2021 in Oberstdorf eindigde hij als negentiende op de 50 kilometer klassieke stijl en als 23e op de 30 kilometer skiatlon.

## Resultaten

### Olympische Winterspelen
| Jaar | Plaats | Resultaten                                   |
| ---- | ------ | -------------------------------------------- |
| 2014 | Sotsji | 25e 15 km klassieke stijl 18e 30 km skiatlon |

### Wereldkampioenschappen
| Jaar | Plaats        | Resultaten                                                   |
| ---- | ------------- | ------------------------------------------------------------ |
| 2011 | Oslo          | 37e Sprint (vrije stijl) 37e 15 km klassieke stijl           |
| 2013 | Val di Fiemme | 11e 30 km skiatlon · 4x10 km estafette                       |
| 2015 | Falun         | 10e 15 km vrije stijl 8e 30 km skiatlon 4e 4x10 km estafette |
| 2019 | Seefeld       | 17e 30 km skiatlon 25e 50 km vrije stijl                     |
| 2021 | Oberstdorf    | 23e 30 km skiatlon 19e 50 km klassieke stijl                 |

### Wereldbeker
Eindklasseringen
| Seizoen   | Algm | DI    | SP  | TdS    |
| --------- | ---- | ----- | --- | ------ |
| 2010/2011 | 31e  | 25e   | 86e | –      |
| 2011/2012 | 32e  | 26e   | 89e | –      |
| 2012/2013 | 16e  | 12e   | 99e | –      |
| 2013/2014 | 38e  | 24e   | 55e | DNF    |
| 2014/2015 | 5e   | Brons | 43e | Zilver |
| 2015/2016 | 18e  | 14e   | –   | 11e    |
| 2016/2017 | 110e | 70e   | –   | –      |
| 2017/2018 | 42e  | 35e   | –   | –      |
| 2018/2019 | 26e  | 14e   | 84e | DNF    |
| 2019/2020 | 36e  | 27e   | 90e | –      |
| 2020/2021 | 7e   | 5e    | 33e | 6e     |

Wereldbekerzeges
| Datum            | Plaats | Onderdeel         |
| ---------------- | ------ | ----------------- |
| 16 december 2018 | Davos  | 15 km vrije stijl |